# Rouge-Perriers
Rouge-Perriers és un municipi francès situat al departament de l'Eure i a la regió de Normandia. L'any 2007 tenia 262 habitants.

## Demografia

### Població
El 2007 la població de fet de Rouge-Perriers era de 262 persones. Hi havia 101 famílies de les quals 24 eren unipersonals (10 homes vivint sols i 14 dones vivint soles), 28 parelles sense fills i 49 parelles amb fills.
La població ha evolucionat segons el següent gràfic:
Habitants censats

### Habitatges
El 2007 hi havia 121 habitatges, 101 eren l'habitatge principal de la família, 16 eren segones residències i 4 estaven desocupats. 117 eren cases i 4 eren apartaments. Dels 101 habitatges principals, 87 estaven ocupats pels seus propietaris, 10 estaven llogats i ocupats pels llogaters i 3 estaven cedits a títol gratuït; 3 tenien dues cambres, 7 en tenien tres, 31 en tenien quatre i 60 en tenien cinc o més. 92 habitatges disposaven pel capbaix d'una plaça de pàrquing. A 45 habitatges hi havia un automòbil i a 52 n'hi havia dos o més.

### Piràmide de població
La piràmide de població per edats i sexe el 2009 era:
| Homes | Edats   | Dones |
| ----- | ------- | ----- |
| 0     | 95 o +  | 0     |
| 0     | 90 a 94 | 0     |
| 0     | 85 a 89 | 0     |
| 8     | 80 a 84 | 4     |
| 4     | 75 a 79 | 4     |
| 0     | 70 a 74 | 4     |
| 0     | 65 a 69 | 0     |
| 12    | 60 a 64 | 12    |
| 4     | 55 a 59 | 4     |
| 4     | 50 a 54 | 12    |
| 4     | 45 a 49 | 0     |
| 8     | 40 a 44 | 16    |
| 20    | 35 a 39 | 12    |
| 20    | 30 a 34 | 12    |
| 8     | 25 a 29 | 8     |
| 0     | 20 a 24 | 0     |
| 0     | 15 a 19 | 8     |
| 20    | 10 a 14 | 8     |
| 20    | 5 a 9   | 16    |
| 12    | 0 a 4   | 4     |

## Economia
El 2007 la població en edat de treballar era de 164 persones, 130 eren actives i 34 eren inactives. De les 130 persones actives 122 estaven ocupades (63 homes i 59 dones) i 8 estaven aturades (4 homes i 4 dones). De les 34 persones inactives 11 estaven jubilades, 11 estaven estudiant i 12 estaven classificades com a «altres inactius».

### Ingressos
El 2009 a Rouge-Perriers hi havia 118 unitats fiscals que integraven 316,5 persones, la mediana anual d'ingressos fiscals per persona era de 18.681 €.

### Activitats econòmiques
Dels 7 establiments que hi havia el 2007, 2 eren d'empreses de construcció, 1 d'una empresa de transport, 1 d'una empresa d'hostatgeria i restauració, 2 d'empreses de serveis i 1 d'una empresa classificada com a «altres activitats de serveis».
Dels 4 establiments de servei als particulars que hi havia el 2009, 1 era un paleta, 1 fusteria, 1 perruqueria i 1 restaurant.
L'any 2000 a Rouge-Perriers hi havia 4 explotacions agrícoles.

## Poblacions properes
El següent diagrama mostra les poblacions més properes.